# Nyabikere
Nyabikere è un comune del Burundi situato nella provincia di Karuzi con 48 993 abitanti (censimento 2008).

## Geografia antropica

### Suddivisioni amministrative
Il comune è suddiviso in 13 colline.